# Amsterdam Airlines
Amsterdam Airlines – holenderska czarterowa linia lotnicza z siedzibą w Amsterdamie. Głównym węzłem jest Port lotniczy Amsterdam-Schiphol. Linia powstała w 2008 roku, a pierwsze loty rozpoczęły się w sierpniu tego samego roku. Linia zaprzestała działalności w 2011 roku. 

## Porty docelowe
- Irak - Arbela, As-Sulajmanijja
- Izrael - Tel Awiw-Jafa
- Maroko - Al-Hoceima, Fez, Marakesz, Nador, Oujda, Tangier
- Holandia - Amsterdam - hub, Eindhoven, Maastricht, Rotterdam
- Turcja - Ankara, Antalya, Kayseri, Trabzon

## Flota
Flota przewoźnika składała się z 3 samolotów. Stan na dzień 10 lipca 2011 roku.